# Leffler (släkt)
Efternamnet Leffler har burits av två kända svenska släkter:
1. släkt, vars äldste, med full visshet kände stamfader, Hans Leffler, levde på 1600-talet. Hans sonson, Daniel Leffler, född 1685, död 1749, kunglig räntmästare 1724–1734, adlad 1719 med namnet Lagersparre, vilket hans änka och barn fick byta ut mot Reuterskiöld, sedan Lagersparre avsatts från sin tjänst för förskingring.
2. borgerlig släkt av tyskt ursprung. Äldste kände stamfadern, Georgius Leffler, levde i början av 1600-talet i Breslau, där en Johannes Leffler var rådsherre på 1460-talet. Georgius son Tobias Leffler, född 1641, död 1702, inkom ung till Sverige och gifte sig med en svenska. Tre hans sonsöner bildade släktgrenar här, av vilka Gotlands- och Västmanlands-Dala-grenarna (till den senare hörde kyrkoherden i Romfartuna Eric Daniel Leffler, född 1761, död 1807) utslocknat, medan däremot den göteborgska, delad i sju grenar, talrikt fortlever. Dess stamfader, Johan Håkan Leffler (född 1745, död 1813), var mäklare i Göteborg, och ett stort antal släktmedlemmar har ägnat sig åt köpmansyrket. Släkten har förgrenat sig i släkterna Läffler och Mittag-Leffler.[1]

## Medlemmar i den andra släkten (inte komplett)
- Sven Peter Leffler (1776-1850)
- Niklas Robert Leffler (1811-1853), konstnär
- Olof Leffler (1813-1884)
- John Leffler (1825-1908)
- Johan Leffler (1845-1912)
- Gösta Mittag-Leffler (1846-1927)
- Frits Läffler (1847-1921)
- Anne Charlotte Leffler (1849-1892)
- Artur Leffler (1854-1938)
- Karl Peter Leffler (1863-1922)
- Janne Leffler (1870-1929), riksdagsman, disponent
- Edvin Leffler (1875-1940)
- Janne Leffler (1882-1955)
- Hakon Leffler (1887-1972)
- Gösta Mittag-Leffler (1921-2014)
- Christian Leffler (född 1955), diplomat
- Josefin Crafoord (född Leffler 1973)
- Tove Leffler (född 1977)